# Berilo

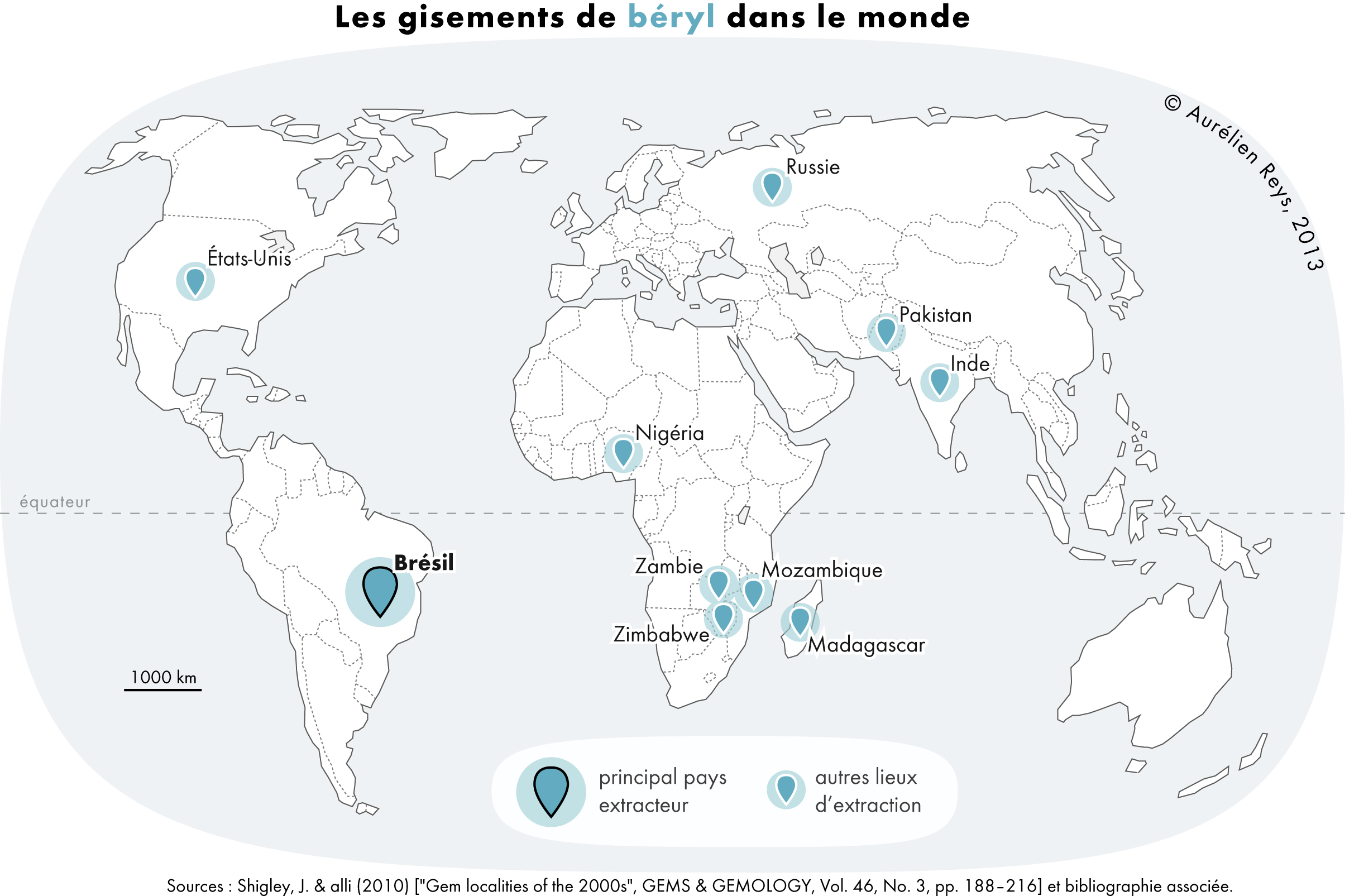
Principales países productores de berilo

El mineral berilo es un ciclosilicato de berilio y aluminio con fórmula química Be3Al2(SiO3)6. Los cristales hexagonales de berilo pueden ser muy pequeños o alcanzar un tamaño de varios metros. Los cristales terminados son relativamente raros. El berilo exhibe fractura concoidea, tiene una dureza de 7,5-8 en la escala de Mohs y una densidad relativa de 2,63-2,80. Tiene un lustre vítreo y puede ser transparente o traslúcido. Su ruptura es poco basal y su hábito es bipiramidal dihexagonal. El berilo puro es incoloro, pero a menudo está tintado por impurezas, siendo posibles los colores verde, azul, amarillo, rojo y blanco. El nombre procede de la palabra griega Βήρυλλος beryllos, alusiva al color azul verdoso del agua marina.

## Etimología
La palabra berilo - beril en inglés medio - es un préstamo, a través de beryl y beryllus, ambos del Griego antiguo βήρυλλος bḗryllos, que se refería a una piedra preciosa de color azul verdoso del agua de mar; del Prakrit veruḷiya, veḷuriya 'berilo' (compárese la pseudo-sánscritoización वैडूर्य vaiḍūrya 'ojo de gato; joya; lapislázuli, tradicionalmente explicada como "(traída) de (la ciudad de) Vidūra"), que en última instancia es de origen drávida, tal vez del nombre de Belur o Velur, una ciudad en Karnataka, sur de India. El término se adoptó posteriormente para referirse más exclusivamente al mineral berilo.

## Comportamiento y estructura del cristal

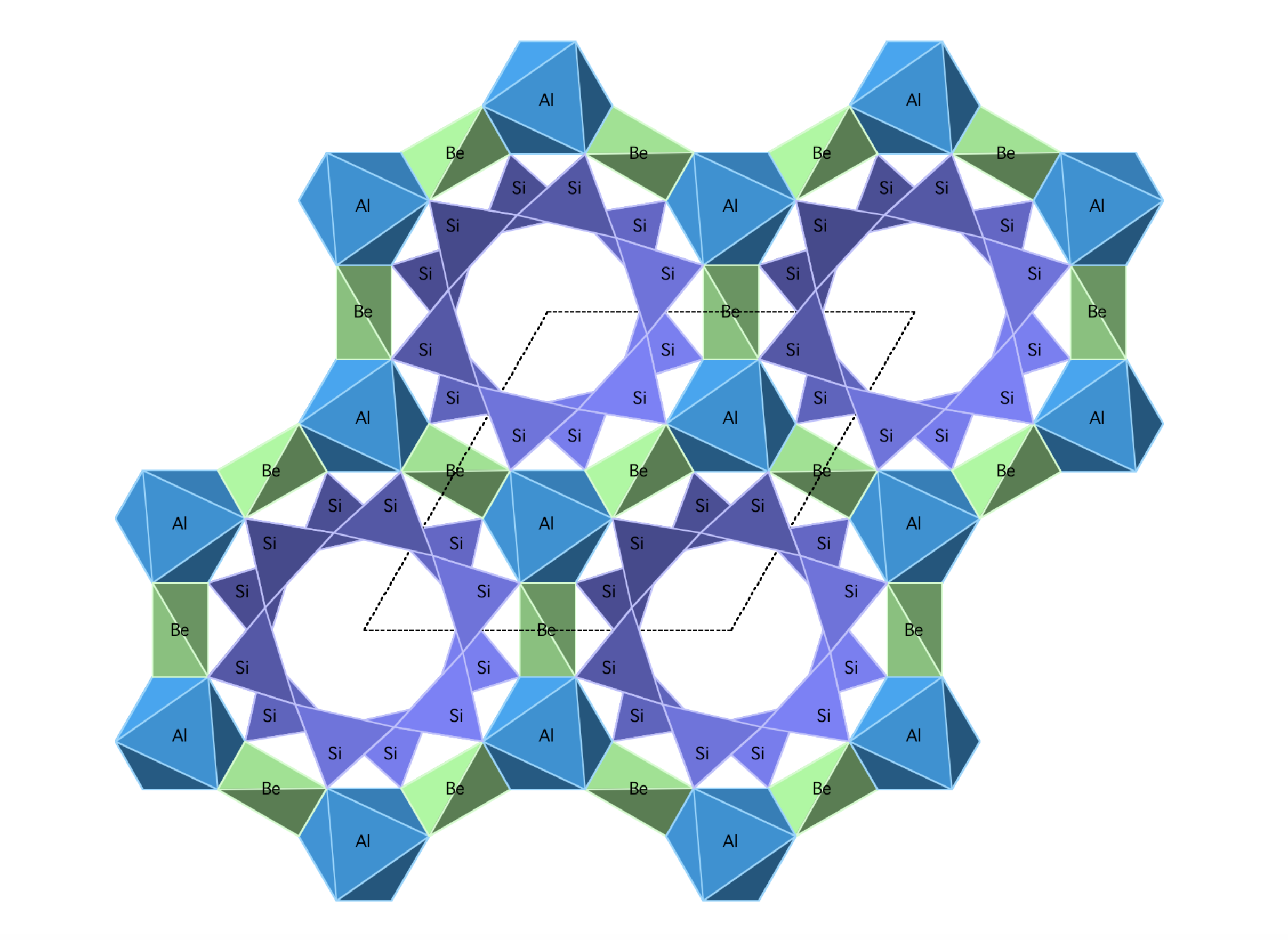
Estructura cristalina del berilo con vista hacia abajo C eje

El berilo pertenece a la sistema cristalino hexagonal. Normalmente el berilo forma columnas hexagonales pero también puede presentarse en hábitos masivos. Como ciclosilicato el berilo incorpora anillos de tetraedros de silicato de Si
6O
18 que se disponen en columnas a lo largo del C eje y como capas paralelas perpendiculares al C eje, formando canales a lo largo del C eje. Estos canales permiten que una variedad de iones, átomos neutros y moléculas se incorporen al cristal, alterando así la carga global del cristal y permitiendo más sustituciones en los sitios de aluminio, silicio y berilio en la estructura cristalina. Estas impurezas dan lugar a la variedad de colores de berilo que se pueden encontrar. El aumento del contenido de álcali dentro de los canales del anillo de silicato provoca aumentos en el índices de refracción y birrefringencia.

## Variedades
Ciertas variedades de berilo han sido consideradas gemas desde tiempos prehistóricos. Reconocidas por su belleza, en la Biblia (Ezequiel 1:16 ) se describen las ruedas del trono de Dios como con apariencia de «reluciente berilo»(crisólito). El berilo verde se llama esmeralda, el rojo bixbita o esmeralda roja, el azul aguamarina, el rosa morganita, el blanco goshenita. Otras tonalidades como verde amarillento para el heliodoro y el amarillo miel son frecuentes.
El crisoberilo no es una variedad del berilo, ya que el berilo es un silicato y el crisoberilo es un óxido.

### Esmeralda
Esmeralda se refiere al berilo verde, su nombre procede del sánscrito y significa "verde". Este color es debido a pequeñas cantidades de cromo y, a veces, vanadio.
Las esmeraldas suelen presentar importantes inclusiones por lo que normalmente tienen una escasa resistencia a la rotura.
La palabra inglesa moderna "esmeralda" procede del inglés medio emeraude, importada del francés moderno a través del francés antiguo ésmeraude y del latín medieval. esmaraldus, del latín smaragdus, del Griego σμάραγδος smaragdos que significa 'gema verde', del hebreo ברקת bareket (una de las doce piedras del Hoshen colgante pectoral del Kohen HaGadol), que significa 'relámpago', en referencia a 'esmeralda', relacionado con el acadio baraqtu, que significa 'esmeralda', y posiblemente relacionado con la palabra मरकत en sánscrito. marakata, que significa 'verde'. La palabra אזמרגד izmargad, que significa 'esmeralda', es un préstamo posterior, derivado del griego smaragdos.
Las esmeraldas en la antigüedad fueron extraídas por el Egipcios y en lo que hoy es Austria, así como Swat en el Pakistán contemporáneo. Un tipo raro de esmeralda conocida como esmeralda trapiche se encuentra ocasionalmente en las minas de Colombia. Una esmeralda trapiche exhibe un patrón de "estrella"; tiene rayos de impurezas de carbono oscuro que dan a la esmeralda un patrón radial de seis puntas. Recibe su nombre del trapiche, una muela utilizada para procesar la caña de azúcar en la región. Las esmeraldas colombianas suelen ser las más apreciadas por su transparencia y fuego. Algunas de las esmeraldas más raras proceden de los dos principales cinturones de esmeraldas de la Sierra Oriental de los Andes colombianos: Muzo y Coscuez al oeste del Altiplano Cundiboyacense, y Chivor y Somondoco al este. También se encuentran esmeraldas finas en otros países, como Zambia, Brasil, Zimbabue, Madagascar, Pakistán, India, Afganistán y Rusia. En Estados Unidos, se pueden encontrar esmeraldas en Hiddenite, Carolina del Norte. En 1998, se descubrieron esmeraldas en Yukón.
La esmeralda es una piedra preciosa rara y valiosa y, como tal, ha proporcionado el incentivo para desarrollar esmeraldas sintéticas. Se han producido tanto esmeraldas sintéticas hidrotermales como esmeraldas sintéticas de crecimiento por flujo. El primer proceso de síntesis de esmeraldas con éxito comercial fue el de Carroll Chatham. El otro gran productor de esmeraldas de flujo fue Pierre Gilson Sr., que lleva en el mercado desde 1964. Las esmeraldas de Gilson suelen crecer sobre semillas naturales de berilo incoloro que se recubren por ambas caras. El crecimiento se produce a un ritmo de 1 milímetro (0 plg) por mes, una típica carrera de crecimiento de siete meses produce cristales de esmeralda de 7 mm de espesor. El color verde de las esmeraldas se atribuye ampliamente a la presencia de iones Cr3+. Berilos intensamente verdes de Brasil, Zimbabue y otros lugares en los que el color se atribuye al vanadio también se han vendido y certificado como esmeraldas.

### Berilo verde
Berilo verde. Cristales de tono verde pálido debido al contenido de hierro en su fórmula química. No se debe confundir nunca con el berilo esmeralda a pesar de que es bastante frecuente que la ofrezcan como tal. La principal característica diferencial es que no presenta los elementos cromóforos de la esmeralda (cromo o vanadio) y su color es considerablemente más pálido.

### Aguamarina

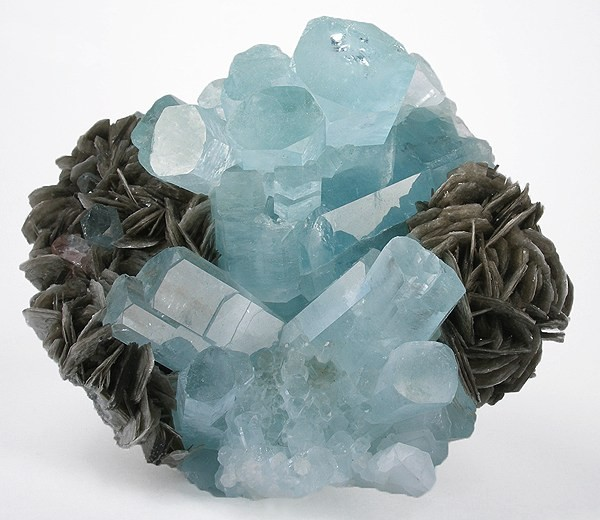
Aquamarine

Aguamarina (de en latín: aqua marina, "agua de mar") es una variedad azul o cian del berilo. Se encuentra en la mayoría de las localidades que producen berilo ordinario. Los yacimientos de Minas placer de Sri Lanka contienen aguamarina. El berilo verde-amarillo, como el que se encuentra en Brasil, se denomina a veces aguamarina crisolita. La versión azul intenso de la aguamarina se denomina maxixe.

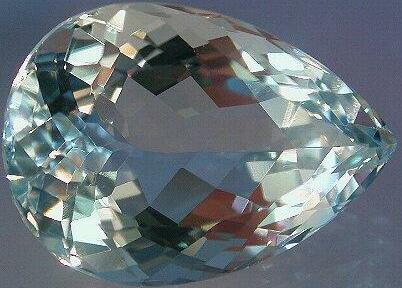
Aguamarina facetada

El color azul pálido de la aguamarina se atribuye al Fe2+. Los iones Fe3+ producen un color amarillo dorado, y cuando ambos Fe2+ y Fe3+ están presentes, el color es un azul más oscuro como en el maxixe. La decoloración del maxixe por la luz o el calor puede deberse a la transferencia de carga entre Fe3+ y Fe2+.
En Estados Unidos se pueden encontrar aguamarinas en la cima del Monte Antero en la Sawatch Range en el centro de Colorado, y en las pegmatitas de Nueva Inglaterra y Carolina del Norte. Las aguamarinas también están presentes en el estado de Wyoming, se ha descubierto aguamarina en las Big Horn Mountains, cerca de Powder River Pass. Otra localización dentro de los Estados Unidos es la Sawtooth Range cerca de Stanley, Idaho, aunque los minerales se encuentran dentro de un área silvestre que impide su recolección. En Brasil, hay minas en los estados de Minas Gerais, Espírito Santo, y Bahia, y en menor medida en Rio Grande do Norte. Las minas de Colombia, Madagascar, Rusia, Namibia, Zambia, Malawi, Tanzania, y Kenia también produce aguamarina.
Esta gema, de color semejante al del mar, era considerado la piedra de buena suerte de los marinos y se creía que los protegía del mareo y las tempestades. Debe su color a la presencia de hierro en su composición.

### Heliodoro
El berilo amarillo o heliodoro: Su nombre proviene de dos palabras griegas cuya traducción es "regalo del sol" su color va de amarillo dorado al verde amarillento claro, se decolora a 250 °C. Su tonalidad se debe al hierro en su composición. Descubierta en Namibia en torno a 1910 es considerada una nueva piedra aunque ya se conocían berilos de estas tonalidades extraídos en Brasil y Madagascar, no existe un límite claro entre el berilo amarillo y el heliodoro.

### Berilo rojo

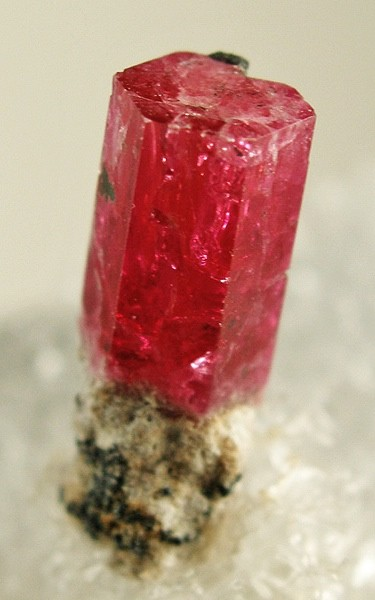
Berilo rojo, muy raro

El berilo rojo, también es llamado "esmeralda roja", "esmeralda escarlata" o bixbita. Este último nombre de bixbita en realidad se intenta evitar para que no se confunda con la Bixbyita. El color rojo se debe a la presencia de iones de Mn3+.
El berilo rojo es muy escaso encontrándose principalmente en Utah y Nuevo México. Las mayores concentraciones aparecen en la zona de las montañas Wah Wah en el medio-oeste de Utah. Los berilos rojos de mayor calidad pueden costar hasta casi 8000 euros por quilate. 
El berilo rojo a veces ha sido confundido con la pezzottaita, un mineral distinto que tiene cesio como componente esencial en su composición, que se encuentra en Madagascar y Afganistán.
El berilo rojo aparece en riolitas asociadas a topacios. Se forma por la cristalización a baja presión y alta temperatura de la fase pneumatolìtica a lo largo de las fracturas o en las cavidades miarolìticas cercanas a la superficie de la riolita. Entre los iominerales con los que se relaciona encontramos bixbyita, cuarzo, ortoclasa, topacio spessartina, pseudobrookita y hematites.

### Morganita

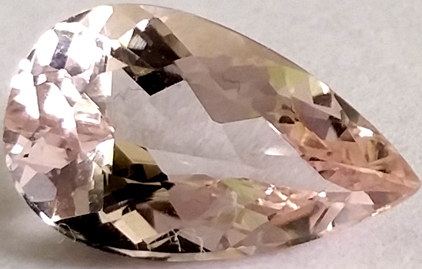
Morganita

La morganita o "berilo rosa" es una variedad escasa de berilo de color rosa y calidad de gema. El color rosáceo se atribuye a iones de Mn2+. También existen variedades amarillentas/anaranjadas, siendo frecuente la aparición de bandeo. Rutinariamente se calienta para eliminar parches amarillos, incluso en ocasiones se irradian para mejorar su color.
Las primeras morganitas de buen tamaño y color se encontraron por primera vez en 1910 en Madagascar. Antes ya se conocía su existencia en California. En ese mismo año se decidió darle esa denominación en nombre del financiero J.P.Morgan.
En 1989 se encontró una morganita de 23kg en Maine, recibiendo el nombre de "La Rosa de Maine".

### Goshenita
El berilo incoloro se llama goshenita. El nombre procede de Goshen, Massachusetts, donde se encontró por primera vez.
Ya que las distintas coloraciones del berilo se deben a impurezas y el berilo puro es incoloro, se podría pensar que la goshenita es la variedad más pura de berilo. Pero en realidad hay una buena cantidad de elementos que pueden actuar como inhibidores de la coloración del berilo, por lo que la asunción de pureza no tiene porque ser cierta. 
La goshenita suele aparecer en la mayoría de los yacimientos de berilo. Debido a su transparencia antiguamente se usaba para hacer cristales de gafas y otras lentes. Hoy en día, se usa principalmente como gema y fuente primaria de berilo. El valor de mercado de la goshenita es relativamente bajo, pero se puede aumentar este valor exponiéndola a radiación de partículas de alta energía que provocan un cambio de color dependiendo de las impurezas presentes en la goshenita.

## Depósitos
El berilo se encuentra con mayor frecuencia en las pegmatitas graníticas, pero también se halla en esquistos de mica en los montes Urales y a menudo asociado con menas de estaño y tungsteno. El berilo se encuentra en ciertos países europeos como Austria, Alemania e Irlanda. También se halla en Madagascar (especialmente la morganita).
La fuente más famosa de esmeraldas en el mundo está en Muzo y Chivor (Boyacá, Colombia), donde hacen una aparición única en roca caliza. Las esmeraldas también se encuentran en Transvaal (Sudáfrica), Minas Gerais (Brasil) y cerca de Mursinka en los Urales. Las pegamatitas de Nueva Inglaterra (Estados Unidos) han producido algunos de los berilos más grandes hallados hasta la fecha, en Bumpus Quarry en Albany, Maine con dimensiones de incluyendo un cristal masivo de 5,5 por 1,2 m con una masa de unas 18 t. Es el mineral del estado de New Hampshire. A partir de 1999 , el cristal natural más grande conocido del mundo de cualquier mineral es un cristal de berilo de Malakialina, Madagascar, de 18 m (59 pies) de largo y 3,5 m (11 pies) de diámetro, y con un peso de 380 000 kg (840 000 lb).

## Impacto en la salud humana
El berilio es un compuesto de berilio que es un carcinógeno conocido con efectos tóxicos agudos que conducen a la neumonitis cuando se inhala. Por lo tanto, se debe tener cuidado al extraer, manipular y refinar estas gemas.

## Aplicaciones
Los berilos son una mena del metal berilio.
Los druidas usaban berilos para realizar predicciones, mientras los escoceses las llamaban «piedras de poder». Las primeras bolas de cristal fueron fabricadas de berilos, siendo más tarde reemplazado por cristal de roca. También la gente de la época se lo comía en trozos muy pequeños porque creían que tenía poderes curativos. Sin embargo, los minerales de berilio se encuentran en el grupo 1 de la Agencia Internacional para la Investigación del Cáncer, por lo que está comprobado que estos compuestos producen cáncer en humanos.